# Goseck
Goseck är en kommun och ort i Burgenlandkreis i förbundslandet Sachsen-Anhalt i Tyskland.
Kommunen ingår i förvaltningsgemenskapen Unstruttal tillsammans med kommunerna Balgstädt, Freyburg (Unstrut), Gleina, Karsdorf, Laucha an der Unstrut och Nebra (Unstrut).
Gosecks solcirkel ligger i kommunen.